# Mark King (snookerspeler)
Mark King (Braintree, 28 maart 1974) is een Engels professioneel snookerspeler. Hij werd prof in 1991 en won in november 2016 zijn eerste rankingtitel, het Northern Ireland Open. Hij eindigde eerder tweede op de Welsh Open in 1997 en op de Irish Masters in 2004.
In november 2024 werd aangekondigd dat King voor vijf jaar een verbod op snooker had gekregen nadat hij schuldig was bevonden aan matchfixing en het verstrekken van voorkennis met betrekking tot zijn wedstrijd tegen Joe Perry op het Welsh Open 2023 op 13 februari 2023. Hij was voorlopig geschorst sinds 18 maart 2023 toen het onderzoek naar onregelmatige gokpatronen op de wedstrijd van start ging.

## Belangrijkste resultaten

### Rankingtitels
| #  | Seizoen     | Toernooi              | Verliezend finalist | Verliezend finalist | Score |
| -- | ----------- | --------------------- | ------------------- | ------------------- | ----- |
| 1. | 2016 / 2017 | Northern Ireland Open | Barry Hawkins       | ENG                 | 9-8   |

### Wereldkampioenschap
Hoofdtoernooi (laatste 32 of beter):
| #   | Seizoen     | Editie  | Prestatie  | Extra                                |
| --- | ----------- | ------- | ---------- | ------------------------------------ |
| 1.  | 1993 / 1994 | WK 1994 | Laatste 32 | Verloor met 10-5 van Darren Morgan   |
| 2.  | 1997 / 1998 | WK 1998 | Laatste 16 | Verloor met 13-9 van Matthew Stevens |
| 3.  | 1998 / 1999 | WK 1999 | Laatste 16 | Verloor met 13-4 van John Higgins    |
| 4.  | 1999 / 2000 | WK 2000 | Laatste 32 | Verloor met 10-8 van Drew Henry      |
| 5.  | 2000 / 2001 | WK 2001 | Laatste 16 | Verloor met 13-5 van Patrick Wallace |
| 6.  | 2001 / 2002 | WK 2002 | Laatste 16 | Verloor met 13-12 van Ken Doherty    |
| 7.  | 2002 / 2003 | WK 2003 | Laatste 32 | Verloor met 10-5 van Drew Henry      |
| 8.  | 2003 / 2004 | WK 2004 | Laatste 32 | Verloor met 10-9 van Graeme Dott     |
| 9.  | 2005 / 2006 | WK 2006 | Laatste 32 | Verloor met 10-6 van Stephen Maguire |
| 10. | 2007 / 2008 | WK 2008 | Laatste 16 | Verloor met 13-9 van Peter Ebdon     |
| 11. | 2008 / 2009 | WK 2009 | Laatste 16 | Verloor met 13-6 van Stephen Maguire |
| 12. | 2009 / 2010 | WK 2010 | Laatste 32 | Verloor met 10-9 van Steve Davis     |
| 13. | 2010 / 2011 | WK 2011 | Laatste 32 | Verloor met 10-7 van Graeme Dott     |
| 14. | 2012 / 2013 | WK 2013 | Laatste 16 | Verloor met 13-9 van Ding Junhui     |
| 15. | 2019 / 2020 | WK 2020 | Laatste 32 | Verloor met 10-9 van Ding Junhui     |